# Сулімов Володимир Михайлович
Сулімов Володимир Михайлович — радянський і український звукооператор.
Народ. 20 листопада 1949 р. в Києві в родині військовослужбовця. Закінчив електроакустичний факультет Київського політехнічного інституту (1973).
З 1973 р. звукооператор Київської кіностудії ім. О. П. Довженка.
Оформив фільми: «Дума про Ковпака» (1973), «Тачанка з півдня» (1977), «Бунтівний „Оріон“» (1978), «Важка вода» (1979), «Беремо все на себе» (1980), «Ярослав Мудрий» (1981), «Паризька драма» (1983), «Легенда про безсмертя» (1986), «Казка про гучний барабан», «Все перемагає любов» (1987), «Імітатор» (1990), «Добрий бог» (1990), «Охоронець», «Тримайся, козаче!», «Ціна голови», «Мана» (1991), «Вінчання зі смертю», «Градус чорного Місяця», «Гра всерйоз» (1992), «Про шалене кохання, снайпера і космонавта» (1992), «Вперед, за скарбами гетьмана!», «Золото партії» (1993), «Будемо жити» (1995) та ін.
Був членом Національної Спілки кінематографістів України.
Помер 20 травня 2002 р. в Києві.